# Palingenia sublongicauda
Palingenia sublongicauda is een haft uit de familie Palingeniidae. De wetenschappelijke naam van de soort is voor het eerst geldig gepubliceerd in 1949 door Tshernova.
De soort komt voor in het Palearctisch gebied.